# Stazione di Cansano
Stazione di Cansano 2002-ben bezárt vasútállomás Olaszországban, Cansano településen.

## Vasútvonalak
Az állomást az alábbi vasútvonalak érintették:
- Sulmona–Carpinone-vasútvonal

## Kapcsolódó állomások
A vasútállomáshoz az alábbi állomások vannak a legközelebb:
- Stazione di Pettorano sul Gizio
- Stazione di Campo di Giove